# Kukës distrikt
Kukësis distrikt (albanska: Rrethi i Kukësit) var ett av Albaniens 36 distrikt. Det hade ett invånarantal på 64 000 och en area av 938 km². Det var beläget i nordöstra Albanien, och dess centralort var Kukësi.